# 巴特黑斯费尔德
巴特黑斯费尔德（德語：Bad Hersfeld，發音：[baːt ˈhɛʁsfɛlt] ⓘ）是德国黑森州卡塞尔行政区黑斯费尔德-罗滕堡县的城市，也是黑斯费尔德-罗滕堡县的县治，面积73.87平方千米，2023年12月31日人口为30,770人。

## 友好城市
巴特黑斯费尔德共与三座城市结为友好城市关系：
- 法國 拉伊莱罗斯（1988年）
- 德国 图林根州 巴特萨尔聪根（1990年）
- 捷克 顺佩尔克（1994年）